# امپایر (کالیفرنیا)
امپایر (به انگلیسی: Empire) یک منطقهٔ مسکونی در ایالات متحده آمریکا است که در شهرستان استانیسلاس، کالیفرنیا واقع شده‌است. امپایر ۴٫۰۴۹ کیلومتر مربع مساحت و ۴٬۱۸۹ نفر جمعیت دارد و ۳۶ متر بالاتر از سطح دریا واقع شده‌است.